# España innova
España innova (2005-2006) fue un programa de televisión de divulgación emitido en La 2 de TVE. 

## Formato
A lo largo de 160 capítulos, la serie pionera en divulgación científico-tecnológica mostró las innovaciones más destacadas de las empresas españolas en todos los sectores productivos: tecnología espacial, alimentación, medios de transporte, calzado, juguetes, efectos especiales, combustibles o en los propios medios de comunicación, entre otros.
España Innova fue producido por Co.eficiente audiovisual para el Centro para el Desarrollo Tecnológico Industrial (CDTI), la agencia de innovación española perteneciente al Ministerio de Economía, Industria y Competitividad y, en sus diferentes temporadas, fue presentado alternativamente por Sandra Sutherland, Mónica Aragón y Tania Herreras. En su primera etapa contó, además, con la colaboración del periodista y escritor Luis del Val, que también intervino en el primer capítulo emitido el 31 de enero de 2005.